# Amphimoschus
L'anfimosco (gen. Amphimoschus Gray, 1852) è un mammifero erbivoro estinto, appartenente agli artiodattili. Visse nel Miocene inferiore - medio (circa 15 - 13 milioni di anni fa) e i suoi resti fossili sono stati ritrovati in Europa e in Asia.

## Descrizione
Questo animale era di dimensioni e aspetto piuttosto simili a quelli di un odierno mosco (Moschus moschiferus), con lunghe zampe snelle e un corpo corto e agile. Il cranio doveva essere dotato di due lunghi canini superiori, paragonabili a quelli del mosco. Il resto della dentatura, però, distingueva questo animale non solo dai moschi odierni, ma anche dai numerosi artiodattili miocenici simili ai tragulidi. Gli ultimi premolari di Amphimoschus non erano molarizzati, ed era assente anche la cosiddetta "Palaeomeryx fold" tipica dei paleomericidi. Un'altra notevole caratteristica era la bolla timpanica (una struttura ossea a protezione delle ossa dell'orecchio) rigonfia e liscia.

## Classificazione
Amphimoschus è stato descritto per la prima volta nel 1852 da Gray; i fossili di questo animale sono stati ritrovati in vari giacimenti europei, principalmente in Francia e in Germania, ma alcuni resti dell'inizio del Miocene attribuiti con qualche dubbio al genere sono stati rinvenuti in Cina. Di questo genere sono note due specie: Amphimoschus artenensis, del Miocene inferiore, e la più recente A. ponteleviensis. Uno studio del 2021, tuttavia, indicherebbe che le due specie siano una sola, e che le differenze morfologiche siano dovute a ontogenesi (Mennecart et al., 2021).
Amphimoschus, per le sue caratteristiche dentarie, è stato avvicinato al gruppo dei Bovoidea, ed è stato inoltre messo in relazione con la famiglia dei cervidi, in una posizione intermedia tra i cervidi veri e propri e gli arcaici paleomericidi. È inoltre possibile che Amphimoschus sia l'antenato di Hoplitomeryx, un insolito ruminante del Miocene del Gargano, dotato di cinque corna sul capo. Benché sprovvisto di corna, Amphimoschus richiamerebbe l'animale del Gargano per caratteristiche della dentatura e della bulla timpanica; in ogni caso, le notevoli differenze morfologiche del resto del cranio potrebbero far supporre una convergenza evolutiva (Mennecart, 2012).